# FC Cihura Sacihere
FC Chihura Sacihere este o echipă profesionistă din Georgia, care joacă în orașul Sacihere.

## Palmares
- Cupa Georgiei
- (1)  2013
- Supercupa Georgiei
- (1)  2013

## Sezoane
| Sezon   | Liga                | Poz. | M  | V  | R | Î  | GM | GP  | P  | Cupă           | Europa        | Note                     | Antrenor              |
| ------- | ------------------- | ---- | -- | -- | - | -- | -- | --- | -- | -------------- | ------------- | ------------------------ | --------------------- |
| 1993-94 | Pirveli Liga West   | 13   | 26 | 3  | 2 | 21 | 16 | 70  | 11 |                |               | Relegated                |                       |
| 1995-96 | Pirveli Liga West   | 19   | 38 | 10 | 3 | 25 | 62 | 124 | 33 |                |               | Relegated                |                       |
| 2001-02 | Regionuli Liga West |      |    |    |   |    |    |     |    |                |               |                          |                       |
| 2002-03 | Regionuli Liga West |      |    |    |   |    |    |     |    |                |               | Promovare                |                       |
| 2003-04 | Pirveli Liga        | 6    | 30 | 15 | 5 | 10 | 41 | 29  | 50 | Round of 32    |               |                          |                       |
| 2004-05 | Pirveli Liga        | 8    | 30 | 12 | 7 | 11 | 38 | 35  | 43 | Round of 32    |               |                          |                       |
| 2005-06 | Pirveli Liga        | 1    | 34 | 24 | 6 | 4  | 87 | 34  | 78 | Round of 16    |               | Promovare                |                       |
| 2006-07 | Umaglesi Liga       | 12   | 26 | 5  | 6 | 15 | 13 | 46  | 21 | Quarter-finals |               | Relegated                |                       |
| 2007-08 | Pirveli Liga East   | 5    | 27 | 12 | 7 | 8  | 40 | 37  | 43 | Round of 32    |               |                          |                       |
| 2008-09 | Pirveli Liga East   | 2    | 30 | 19 | 7 | 4  | 56 | 21  | 64 | Round of 16    |               |                          |                       |
| 2009-10 | Pirveli Liga        | 6    | 28 | 14 | 7 | 7  | 41 | 28  | 49 | Quarter-finals |               |                          |                       |
| 2010-11 | Pirveli Liga        | 4    | 32 | 20 | 6 | 6  | 58 | 25  | 66 | Round of 16    |               | promotion play-off, lost |                       |
| 2011-12 | Pirveli Liga        | 1    | 14 | 8  | 2 | 4  | 25 | 15  | 26 | Round of 16    |               | Promovare                |                       |
| 2012-13 | Umaglesi Liga       | 4    | 32 | 17 | 6 | 9  | 49 | 38  | 57 | Runner-ups     | Europa League |                          | Samson (Soso) Fruidze |

## Cupele europene
| Sezon   | Competiția         | Runda | Oponent | Acasă | Deplasare |
| ------- | ------------------ | ----- | ------- | ----- | --------- |
| 2013–14 | UEFA Europa League | 1Q    | Vaduz   | 0–0   | 1–1       |
| 2013–14 | UEFA Europa League | 2Q    | Thun    | 1–3   | 0–2       |

## Evoluția în Europa
| Competiție         | Meciuri | W | D | L | GM | GP |
| ------------------ | ------- | - | - | - | -- | -- |
| UEFA Europa League | 4       | 0 | 2 | 2 | 2  | 6  |